# Smilodon fatalis
Smilodon fatalis  (лат.) — наиболее известный представитель вымерших саблезубых кошек.

## Внешний вид

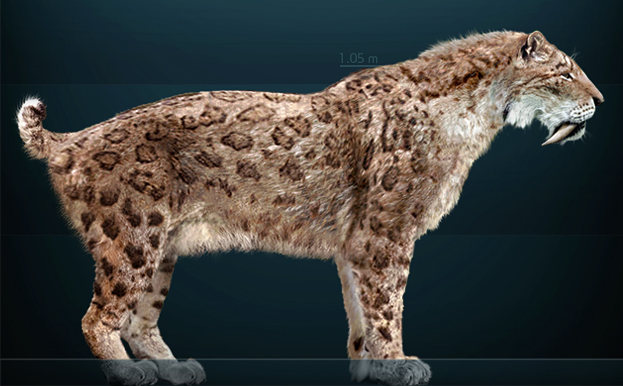
Реконструкция Smilodon fatalis

Имел более лёгкое телосложение, чем Smilodon populator, который был в длину до 240 см с учетом 30 см хвоста, в холке достигал примерно 1,2 м. Вес взрослых животных составлял 160—280 кг, что сходно с весом тигра, крупнейшего из ныне существующих представителей семейства кошачьих.

## Распространение и образ жизни
Существовал 1,6 млн — 10 тыс. лет назад на территории Северной и Южной Америки.
Некоторые учёные предполагают, что Smilodon fatalis охотился в одиночку, действуя из засады, подобно современным тиграм. Самцы размером ненамного превосходили самок. Добычей Smilodon fatalis могли быть жившие тогда западные лошади, антилопы, олени, степной зубр, западные верблюды, и, возможно, даже токсодоны, молодые хоботные, иногда глиптодоны. Вероятно, хищник подкрадывался к жертве, напав, прижимал её к земле мощными передними лапами и быстро умерщвлял несколькими укусами огромных передних клыков. Следы прижизненных повреждений, найденные на ископаемых костях Smilodon fatalis и ужасных волков в Ла-Брея, показывают, что Smilodon fatalis получал больше травм, чем ужасные волки, что вероятно, связано с его охотой в одиночку на крупную добычу. По другой гипотезе, Smilodon fatalis был социальным хищником, возможно, жившим в группах, о чём свидетельствует большое число остатков погибших молодых особей, найденных в ходе раскопок в Ла-Брея.

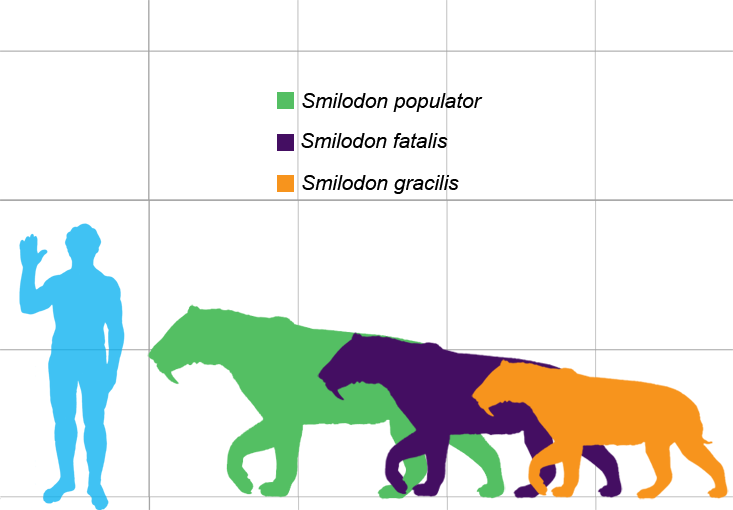
Сравнительные размеры смилодонов (Smilodon populator, Smilodon fatalis, Smilodon gracilis) и человека

## Возможное воссоздание
В связи с многочисленными находками останков Smilodon fatalis, возможно восстановление в будущем методом генной инженерии. Были найдены хорошо сохранившиеся остатки саблезубого тигра в битумных озёрах в Ла-Брея (Лос-Анджелес). Однако смола затрудняет извлечение ДНК, поэтому эти останки непригодны для расшифровки генома. Для клонирования могут быть использованы останки сохранившиеся в вечной мерзлоте. Самый оптимальный донор яйцеклеток и «суррогатная мать» — африканская львица.